# سمول توك
سمول توك أو سمال تالك (بالإنجليزية: Smalltalk) هي لغة برمجة انعكاسية كائنية المنحى.
أنشئت لغة سمول توك للأغراض التعليمية لتكون لغة أقرب إلى حد ما من لغة الإنسان، وقد بدأ العمل عليها عام 1970 في معامل مجموعة تعلم البحوث LRG ، التابعة لشركة بارك على يد خمسة من علماء الحوسبة هم آلان كاي ودانيال هنري وأدلي جولدبرج وتيد كيهلر وسكوت ويلنس.